# Butler (hrabstwo Delaware)
Butler – jednostka osadnicza w Stanach Zjednoczonych, w stanie Oklahoma, w hrabstwie Delaware.